# Ternant (Nièvre)
Ternant è un comune francese di 209 abitanti situato nel dipartimento della Nièvre nella regione della Borgogna-Franca Contea.

## Società

### Evoluzione demografica
Abitanti censiti